# Кадоган, Чарльз, 2-й барон Кадоган
Генерал Чарльз Кадоган, 2-й барон Кадоган (англ. Charles Cadogan, 2nd Baron Cadogan; 1685 — 24 сентября 1776) — англо-ирландский пэр, военный и политик.

## Ранняя жизнь
Родился в 1685 году. Младший сын адвоката Генри Кадогана (1642—1713) из Лискартона, графство Мит, и его жены Бриджит Уоллер (? — 1721), второй дочери сэра Хардресса Уоллера (1604—1666).
В июле 1726 года после смерти своего старшего брата, Уильяма Кадогана, 1-го графа и 1-го барона Кадогана (1671—1726) , не оставившего наследников мужского пола, Чарльз Кадоган унаследовал титул 2-го барона Кадогана из Окли и занял место в Палата лордов Великобритании.

## Военная карьера
Чарльз Кадоган поступил на военную службу в английскую армию, служа во время Войны за испанское наследство, где он участвовал в битвах при Ауденарде (1708) и Мальплаке (1709). Его карьере способствовала тесная связь его брата с армейским генерал-капитаном герцогом Мальборо. К 1715 году он дослужился до чина подполковника Колдстримской гвардии. Он получил звание бригадира в 1735 году, генерал-майора — в 1739 году, генерал-лейтенанта — в 1745 году и полного генерала — в 1761 году.
В 1719 году Чарльзу Кадогану было присвоено звание полковника 4-го пехотного полка, а в 1734 году он перешёл на должность полковника 6-го драгунского полка до 1742 года, когда он во второй раз перешел на должность полковника 2-го отряда конной гвардии, и эту должность он затем занимал до своей смерти.
Занимал посты губернатора Ширнесса (1749—1752) и губернатора Грейвзенда и форта Тилбери (1752—1776).

## Политическая карьера
После поражения на выборах, чтобы стать членом Палаты общин от Рединга в 1715 году, он был избран от партии вигов на дополнительных выборах в 1716 году. Он выступал в парламенте вместе со своим братом в поддержку графа Сандерленда против Роберта Уолпола и представлял Рединг до выборов в 1722 году, когда он был побежден тори. Тем не менее, он добился успеха на дополнительных выборах в Ньюпорте, остров Уайт (его старший брат был тогда губернатором острова Уайт).

## Личная жизнь
25 июля 1717 года в Лондоне Чарльз Кадоган обвенчался с Элизабет Слоан (? — 20 мая 1768). Элизабет была дочерью сэра Ганса Слоана, 1-го баронета (1660—1753), и Элизабет Лэнгли (1658—1724) . У супругов родился один сын:
- Чарльз Слоан Кадоган, 1-й граф Кадоган (29 сентября 1728 — 3 апреля 1807), женившийся на Фрэнсис Бромли, дочери Генри Бромли, 1-го барона Монфора. После её смерти он женился вторично на Мэри Черчилль, дочери полковника Чарльза Черчилля и леди Мэри Уолпол, дочери бывшего премьер-министра Роберта Уолпола. Они развелись в 1796 году[8].

Благодаря его женитьбе на Элизабет, поместье Слоан площадью 250 акров (1,0 км²) в пригороде Челси было передано семье Кадоган в 1753 году, что с тех пор является основой семейного богатства.
На момент своей смерти 24 сентября 1776 года лорд Кадоган был старшим генералом британской армии.